# Facteur stimulant les colonies de granulocytes et de macrophages
Le facteur stimulant les colonies de granulocytes et de macrophages (GM-CSF), également appelé facteur 2 stimulant les colonies (CSF2), est une glycoprotéine monomère sécrétée par les macrophages, les cellules T, les mastocytes, les cellules tueuses naturelles, les cellules endothéliales et les fibroblastes, qui fonctionne telle une cytokine. Les analogues pharmaceutiques de GM-CSF d'origine naturelle sont appelés sargramostim et molgramostim. 
Contrairement au facteur stimulant les colonies de granulocytes, qui favorise spécifiquement la prolifération et la maturation des neutrophiles, le GM-CSF affecte plusieurs types de cellules, en particulier les macrophages et les éosinophiles. 

## Sa fonction
Le GM-CSF est une glycoprotéine monomère qui agit comme une cytokine, en tant que facteur de croissance des globules blancs. Le GM-CSF stimule la production de granulocytes (neutrophiles, éosinophiles et basophiles) et de monocytes par les cellules souches.  Les monocytes quittent la circulation et migrent dans les tissus, après quoi ils mûrissent en macrophages et cellules dendritiques. Cela fait donc partie de la cascade immunitaire/inflammatoire, grâce à laquelle l'activation d'un petit nombre de macrophages peut rapidement conduire à une augmentation de leur nombre, processus crucial pour lutter contre l'infection. 
Le GM-CSF a également des effets sur les cellules matures du système immunitaire. Celles-ci incluent, par exemple, l'inhibition de la migration des neutrophiles et la modification des récepteurs exprimés à la surface des cellules. 
Les signaux GM-CSF via un transducteur de signal et un activateur de transcription, STAT5 . Dans les macrophages, il a également été montré qu'il signalait via STAT3. La cytokine active les macrophages pour inhiber la survie des champignons. Il induit une privation en zinc libre intracellulaire et augmente la production de dérivés réactifs de l'oxygène qui aboutissent à une déplétion en zinc et donc une toxicité fongique. Ainsi, le GM-CSF facilite le développement du système immunitaire et favorise la défense contre les infections. 
Le GM-CSF joue également un rôle dans le développement embryonnaire en fonctionnant comme une embryokine produite par l'appareil reproducteur. 

## La génétique
Le gène humain a été localisé à proximité du gène de l'interleukine 3 dans un groupe de gènes de cytokines associées au T helper de type 2 dans la région chromosomique 5q31, connue pour être associée à des délétions interstitielles dans le syndrome 5q et la leucémie myéloïde aiguë. Le GM-CSF et l'IL-3 sont séparés par un élément isolant et sont donc régulés indépendamment. Les autres gènes du groupe incluent ceux codant les interleukines 4, 5 et 13.

## Glycosylation
Le facteur humain stimulant les colonies de granulocytes-macrophages est glycosylé sous sa forme mature. 

## Usage médical
Le GM-CSF a été cloné pour la première fois en 1985 et peu de temps après, trois produits médicamenteux potentiels ont été fabriqués en utilisant la technologie de l’ADN recombinant : le molgramostim a été synthétisé via Escherichia coli et n’est pas glycosylé, le sargramostim a été fabriqué via une levure, a une leucine au lieu de la proline à la position 23 et est partiellement glyocylé, et le régramostim a été préparé dans des cellules ovariennes de hamster chinois (CHO) et présente une glycosylation supérieure à celle du sargramostim. La quantité de glycosylation influe sur la manière dont le corps interagit avec le médicament et sur la manière dont le médicament interagit avec le corps. 
À cette époque, Genetics Institute, Inc. travaillait sur le molgramostime, Immunex travaillait sur le sargramostime (Leukine) et Sandoz sur le régramostim. 
Le molgramostim a finalement été co-développé et commercialisé conjointement par Novartis et Schering-Plough sous le nom commercial de Leucomax pour aider à rétablir les taux de globules blancs après une chimiothérapie. En 2002, Novartis a vendu ses droits à Schering-Plough,. 
Le sargramostim a été approuvé par la FDA aux États-Unis en 1991 pour accélérer la récupération des globules blancs après une transplantation de moelle osseuse autologue, sous le nom commercial de Leukine. Il est passé par plusieurs mains pour aboutir chez Genzyme qui fut acquis ultérieurement par Sanofi. Le Leukine appartient maintenant à Partner Therapeutics (PTx).

## Orientations de recherche
Le GM-CSF est présent à des niveaux élevés dans les articulations atteintes de polyarthrite rhumatoïde et le blocage du GM-CSF en tant que cible biologique peut réduire l'inflammation ou les dommages. Certains médicaments (par exemple  MOR103 ) sont en cours de développement pour bloquer le GM-CSF. Chez les patients gravement malades, le GM-CSF a été expérimenté en tant que traitement de l’immunosuppression des maladies graves et a montré des résultats prometteurs en rétablissant la fonction des monocytes et des neutrophiles, bien que l’impact sur les résultats pour les patients ne soit pas encore clair et attende des études plus importantes. 